# St. Martin (Pastetten)

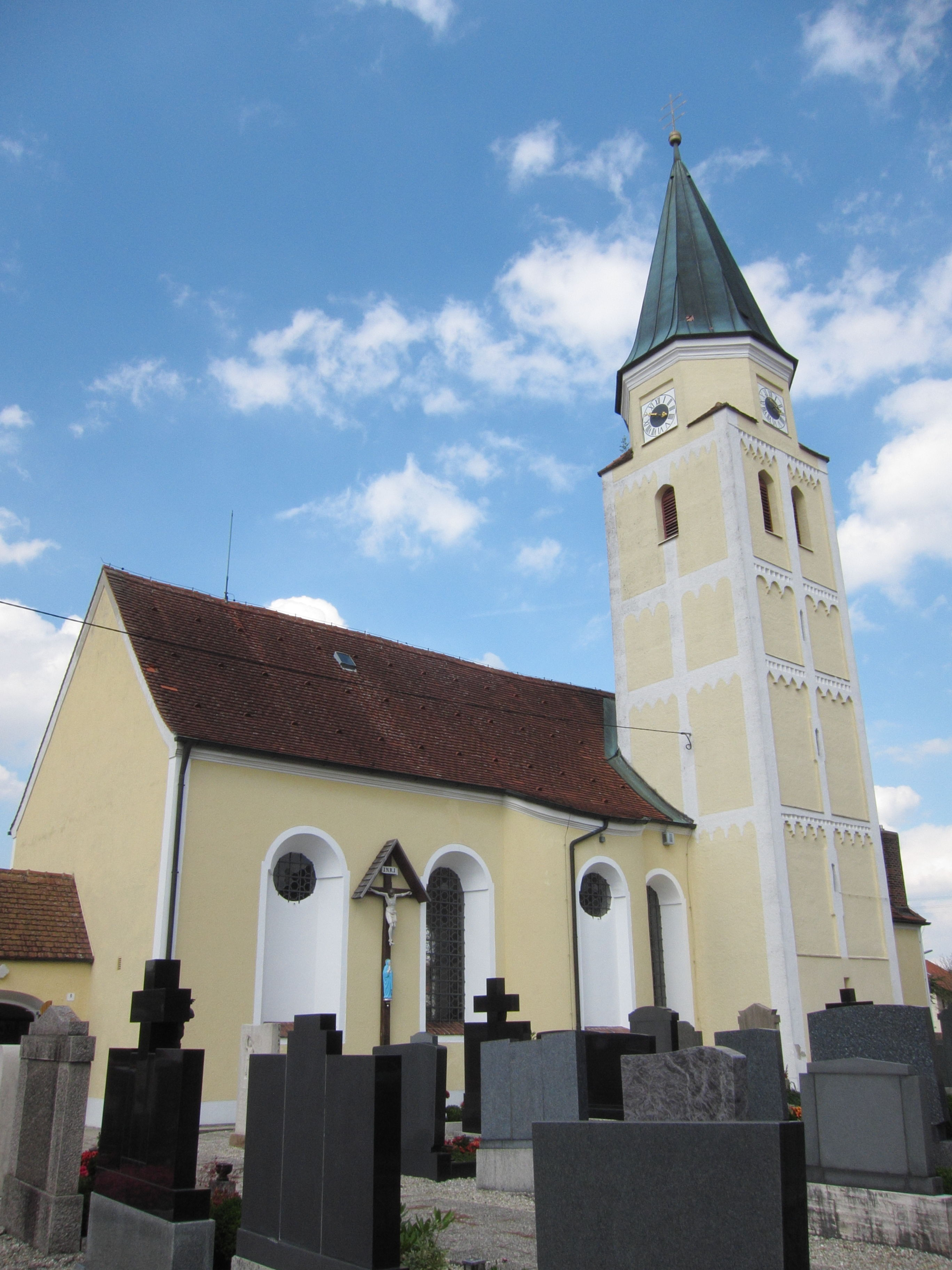
Pfarrkirche St. Martin

Die römisch-katholische Pfarrkirche St. Martin befindet sich in der Hauptstraße 6 in Pastetten im Landkreis Erding (Bayern).

## Architektur
St. Martin ist im Kern ein schlichter spätgotischer Saalbau mit eingezogenem Chor. Das Mauerwerk besteht aus Backstein, ist aber heute weitgehend unter Putz verborgen. Nur an den oberen Turmgeschossen geht der Putz in Schlämmung über, sodass die Mauerstruktur erkennbar ist. 
Der frühgotische Turm an der Südseite des Chores stammt aus der zweiten Hälfte des 14. Jahrhunderts.
An der Süd- und Ostseite befinden sich Lisenen und Friese in Form von Dreieck, Staffelgiebel, Rundbogen und Zahnfriesen (deutsche  Bänder). An den anderen Seiten sind die Formen aufgemalt. Der obere Teil des Turmes wurde später ergänzt.
Alle drei Altäre wurden in den Jahren 1669 und 1675 geschaffen, also kurz nach dem Ende des Dreißigjährigen Krieges.
Die Kirche birgt viele spätgotischen Skulpturen, von denen der hl. Johannes des Täufers von Erasmus Grasser stammen könnte.  
Der Innenraum der Kirche wurde barockisiert und im Laufe der Zeit mehrmals verändert.